# Anna Svensdotter
Anna Svensdotter, född 1802, var en svensk barnmorska, den första svenska barnmorska som avlagt instrumentexamen och fick tillstånd att använda sig av förlossningsinstrument i yrket. 
Anna Svensdotter var från Järna socken i Dalarna. Hon påbörjade sina studier till barnmorska som frilärling år 1828. Hon beskrevs då som "arbetskarlsänka". Hon avlade examen 2 mars 1829 och fick som första svenska barnmorska särskilt kungligt tillstånd att använda sig av instrument vid förlossning. Detta var annars förbehållet kirurger och läkare. Som motivation anges att hon arbetade i Hedemora, där ingen läkare fanns på 13 mils avstånd. Hon beskrivs som snabb i tanken men lugn i sättet.
Anna Svensdotter var dock inte den första svenska barnmorska som använde instrument under förlossning: Anna Nyberg, som utexaminerades 1771 och blev häktesbarnmorska i Stockholm 1786, rapporterades ha använt sig av förlossningsinstrument illegalt. Anna Svensdotter blev däremot den första som fick lagens tillstånd att använda sig av sådana.  